# Riel-Haus

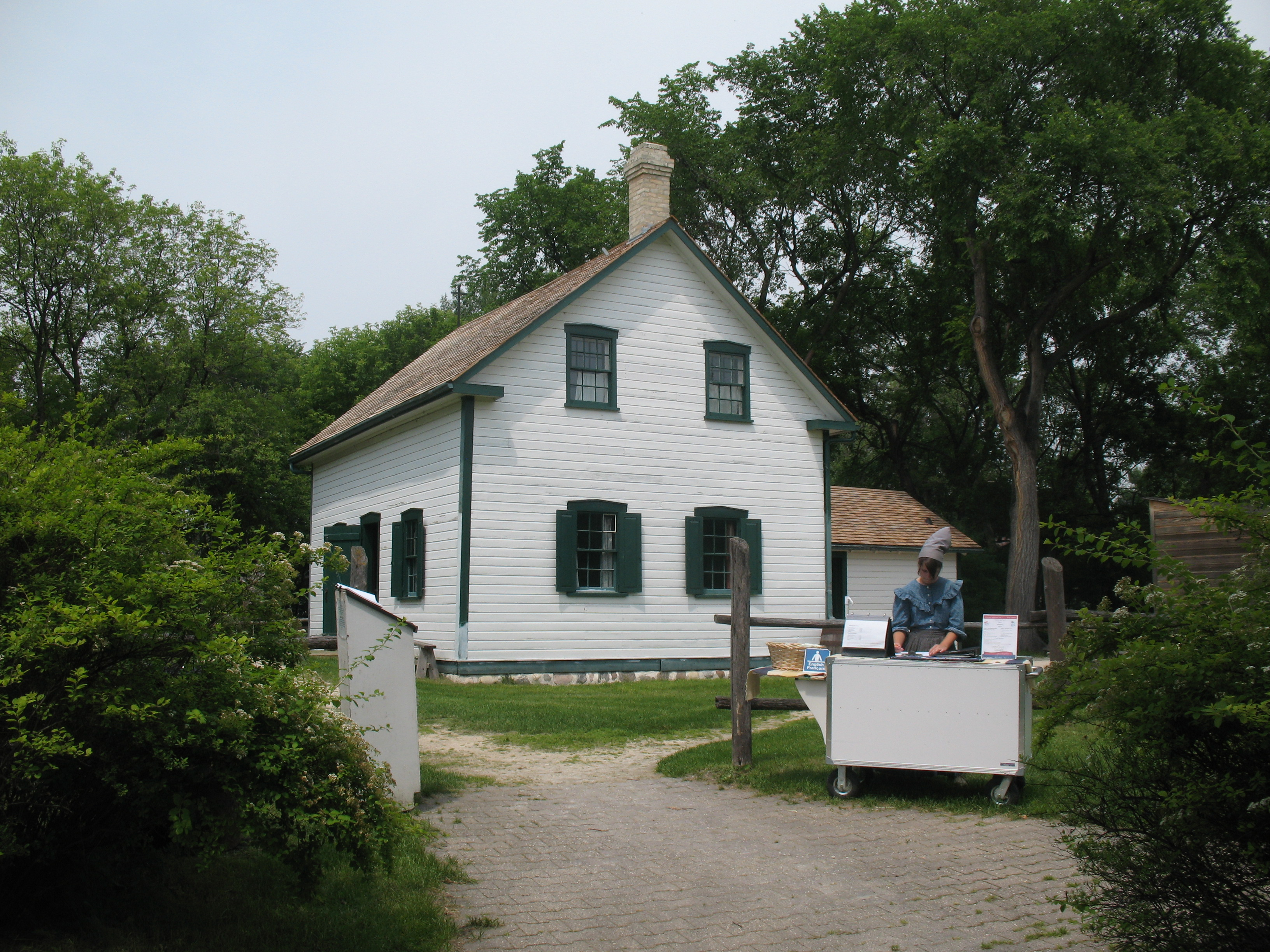
Das Riel-Haus im Jahr 2010

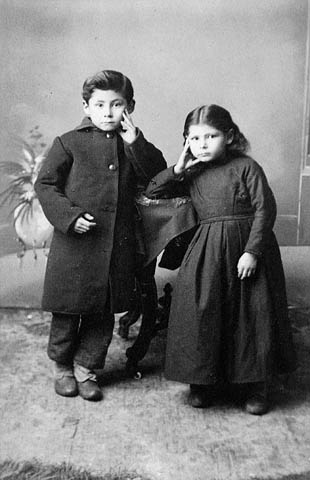
Jean-Louis und Angélique, die Kinder Louis Riels

Das Riel-Haus (Maison Riel bzw. Riel House), auch Louis-Riel-Haus, ist eine der Nationalen Historischen Stätten Kanadas. Das Gebäude aus dem Jahr 1880/81 erinnert an den Politiker der Métis Louis Riel (1844–1885), aber auch an die Lebenssituation der Métis in der Red-River-Kolonie des späten 19. Jahrhunderts. Es befindet sich in Winnipeg, der Hauptstadt der Provinz Manitoba, genauer im Stadtteil St. Vital an der 330, River Road.

## Geschichte
Das Anwesen gehörte ab 1865 Louis Riels Mutter Julie Riel (Lagimodière), dort lebten zudem seine Brüder mit ihren Familien. Louis Riel selbst hielt sich dort nur im Sommer 1883 auf. Nach seiner Hinrichtung wurde er im Dezember 1885 zwei Tage im Haus aufgebahrt und dann in St. Boniface beigesetzt. Das Haus blieb bis 1968 im Besitz der Familie, als es von der Winnipeg Historical Society erworben wurde.
Es wurde in den Zustand der Zeit um 1886 zurückversetzt und in ein Museum umgewandelt, wobei es von einem 1,09 ha großen Stadtpark umgeben ist. 1976 wurde es, nachdem Riel als „Vater Manitobas“ Anerkennung gefunden hatte, zur Nationalen Historischen Stätte erhoben. Seit 2000 ist es zudem ein Federal Heritage Building und wird seit 1970 von Parks Canada verwaltet. Führungen und Programme werden seit 2013 vom Louis-Riel-Institut organisiert, einer assoziierten Organisation der Manitoba Métis Federation.
Vater Louis Riel und Julie Lagimodière heirateten 1844 in Saint-Boniface, 1850 zog die Familie nach Saint-Vital. Das Grundstück erwarb Julie Riel von Monsignore Alexandre-Antonin Taché im Jahr 1864, kurz nach dem Tod ihres Mannes. Mit ihren Kindern wohnte sie zunächst in einem nicht erhaltenen Gebäude mit Blick auf die Seine.

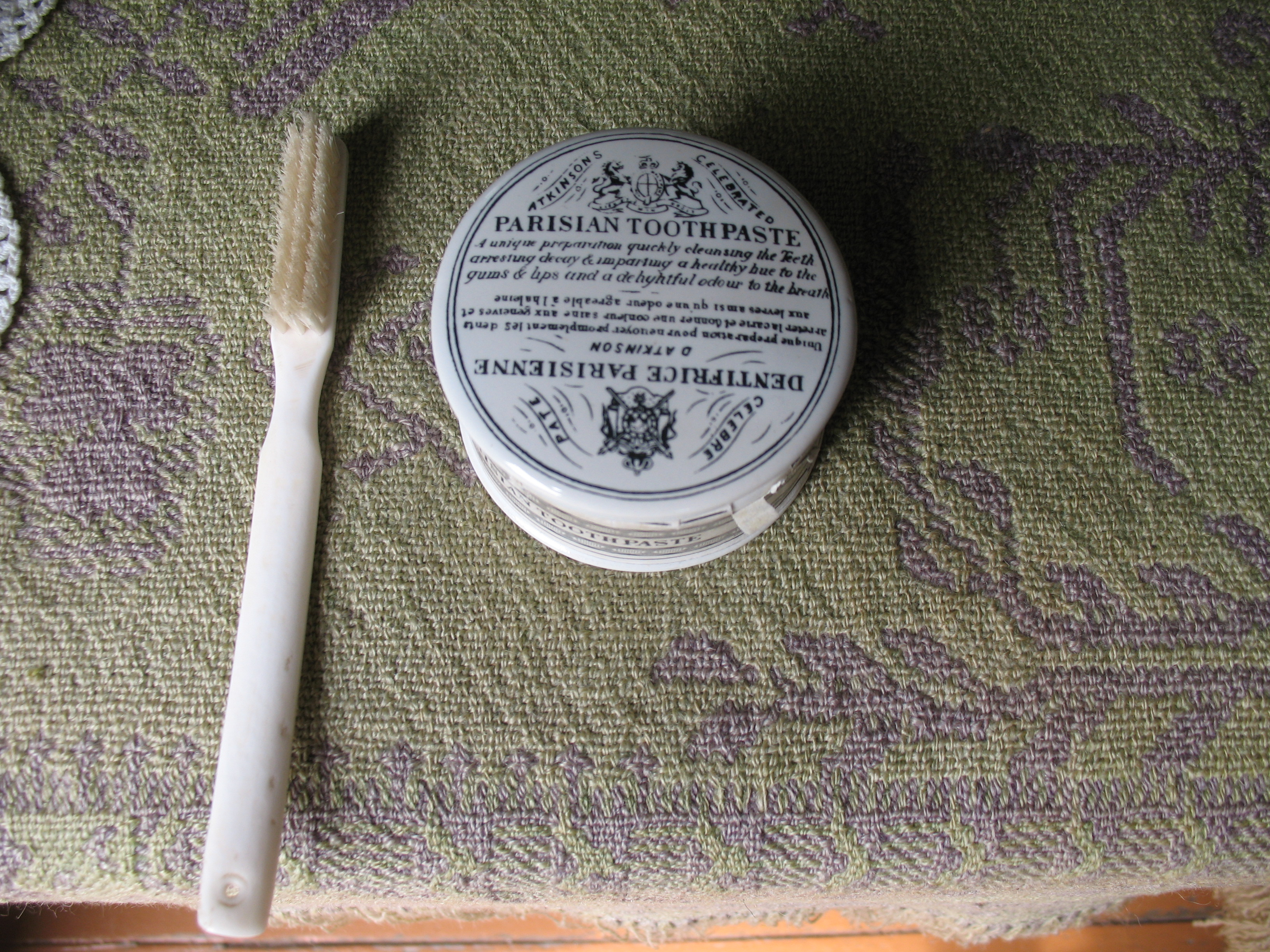
Zahnpaste aus Paris nebst Zahnbürste, 2010

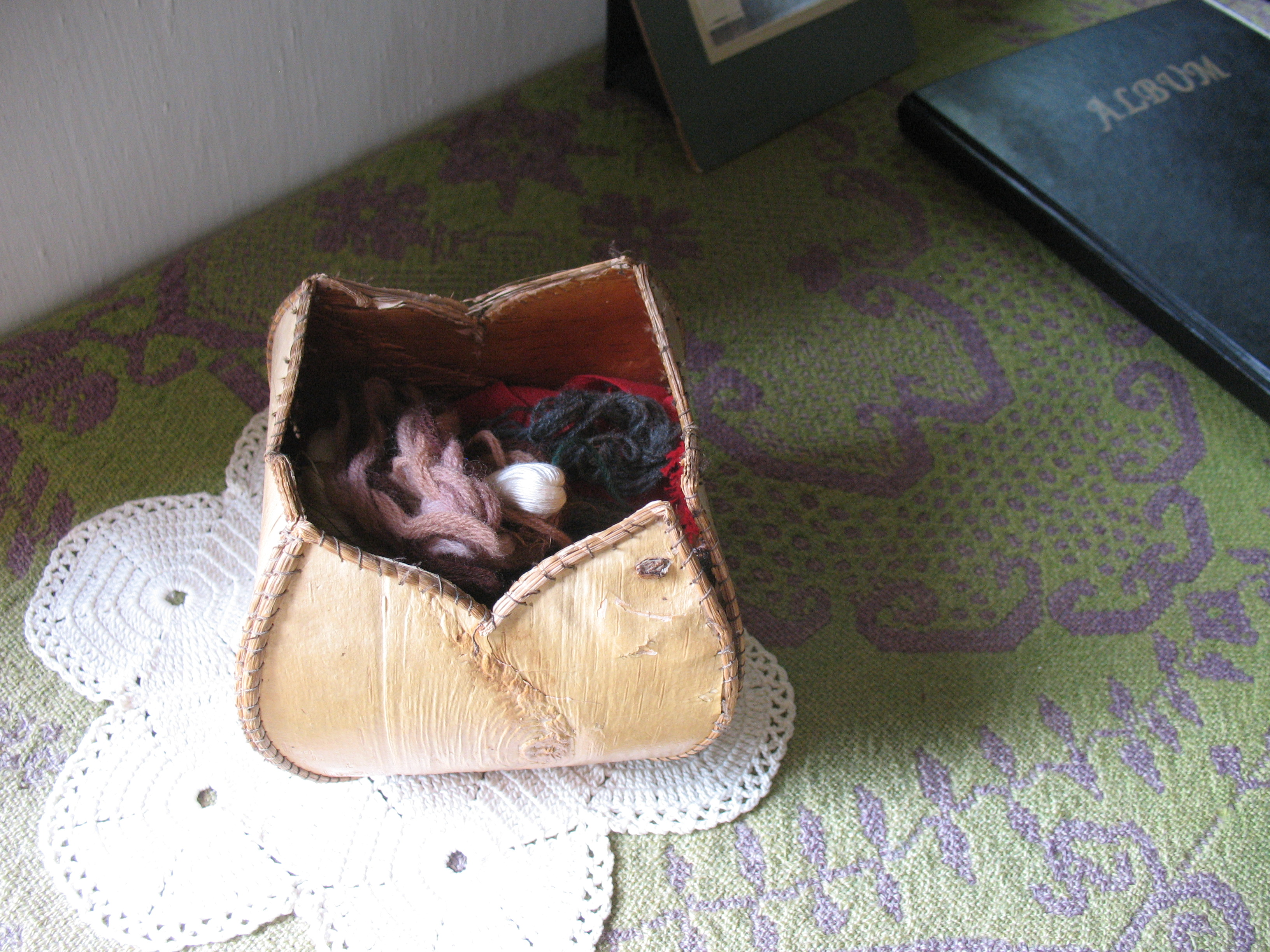
Zusammenfaltbares Täschchen

Ihr Sohn Louis wurde 1869 mit 26 Jahren zum Leiter der provisorischen Regierung von Manitoba, die im Zuge der Entstehung Kanadas ausgerufen wurde. Sie sollte die Rechte der dort lebenden, französischsprachigen Métis sichern. Zwar wurde der Status der Kolonie anerkannt, doch Riel musste ins Exil in die USA gehen. Erst 1880 durfte er zurückkehren. Als es zum offenen Konflikt mit der Regierung kam, unterlagen die Métis gegen deren Soldaten. Riel wurde vor Gericht gestellt und zum Tode verurteilt. Im Dezember 1885 wurde er hingerichtet, sein Leichnam zwei Tage lang im Riel-Haus aufgebahrt. Seine Witwe Marguerite Monet-Riel und ihre Kinder Jean-Louis und Angélique empfingen die zahlreichen kondolierenden Besucher.
Bald lebten zwölf Personen im Haus, nämlich die Witwe, die allerdings schon im Frühjahr 1886 starb, mit ihren beiden Kindern, die wiederum später Familien gründeten, dann die Mutter. Joseph, der Bruder Louis Riels, erhielt 1896 die Erlaubnis, ein erstes Postamt zu eröffnen.

## Gebäude

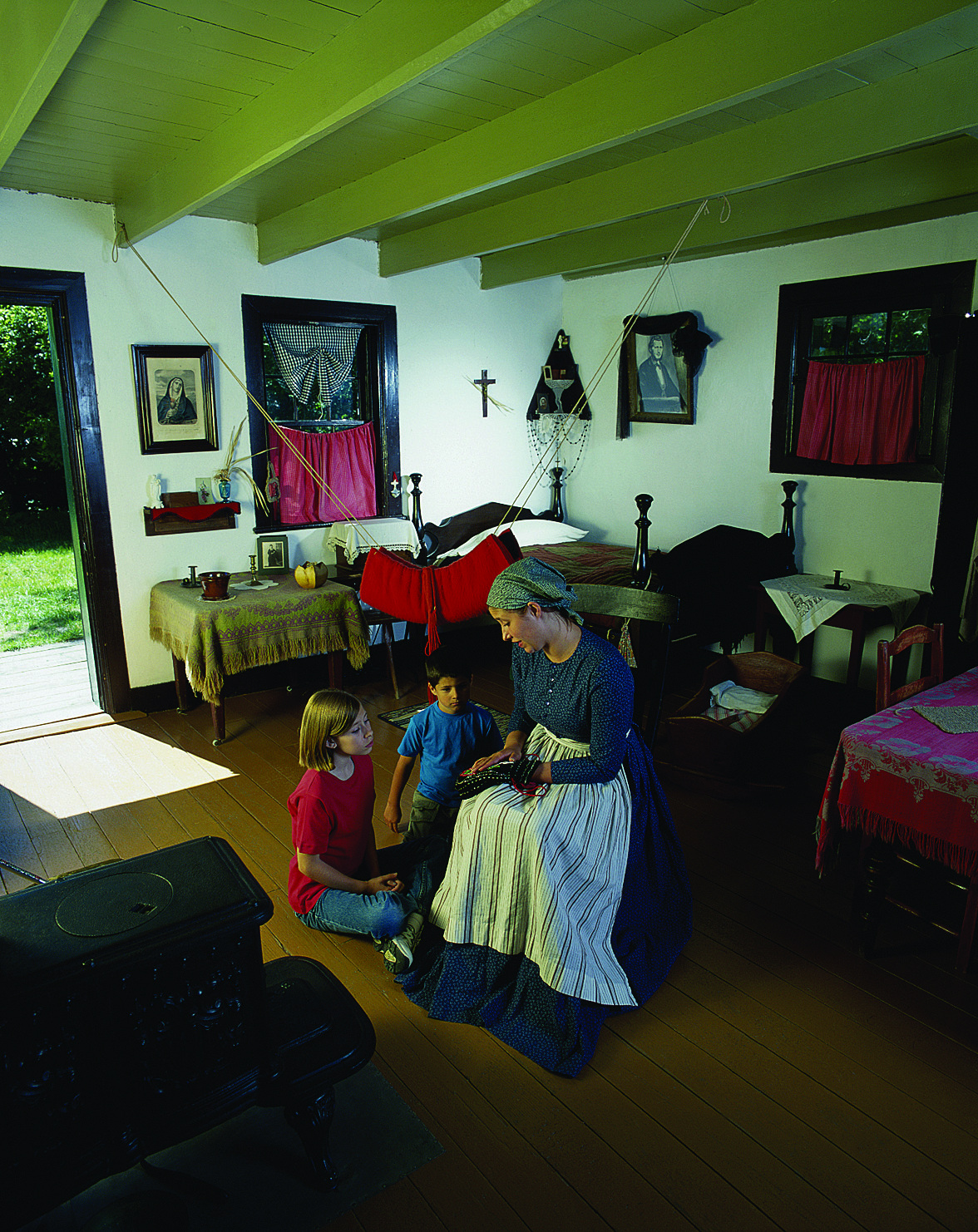
Raum im Inneren, 2006

Die Anlage ist L-förmig, die Fassade blickt nach Westen. Dabei ist das Hauptgebäude anderthalbgeschossig und liegt im Nordosten, ein rechteckiger Annex diente als Sommerküche. Die Dachschindeln bestehen aus dem Holz der Gewöhnlichen Thuja. Die Innenausstattung entspricht der kanadisch-französischen Ausstattung, die für die Zeit typisch ist, entbehrt aber nicht eines gewissen Luxus, der ganz auf die Kultur Frankreichs ausgerichtet war, von wo man etwa die Seife bezog. Die Kleider und Haushaltsgegenstände wurden entweder im einzigen Schrank des Hauses untergebracht, oder in kofferartigen Kisten; die Riels besaßen eine Nähmaschine. Die Wände waren mit Familienporträts geschmückt, mit Bildern der Heiligen Familie, von Papst Pius IX. und von Monsignore Ignace Bourget, dem ersten Erzbischof der Provinz.